# Spentrup
Spentrup er en by i Østjylland med 2.306 indbyggere  (2024), beliggende 15 km syd for Mariager, 26 km sydvest for Hadsund og 10 km nord for Randers. Byen hører til Randers Kommune og ligger i Region Midtjylland.
Spentrup hører til Spentrup Sogn, og Spentrup Kirke ligger i byens gamle landsbykerne.
Byen er især kendt for at være Steen Steensen Blichers hjemby fra 1825 til hans død i 1848. Derfor er både skolen og den lokale spejdergruppe opkaldt efter Blicher.

## Faciliteter
Blicherskolen har 532 elever, fordelt på 0.-9. klassetrin i 2-3 spor. Blichers Børneby SFO er et fritidstilbud til 0.-3. klasse. Randers Ungdomsskole har hold, der kører på Blicherskolen. Den første Spentruphal blev bygget i 1980, men er løbende renoveret. Hal 2 er fra 2008, og i 2009 blev sandwichbaren renoveret og et motionscenter/fitnessområde etableret. Hallerne benyttes til mange idrætsgrene, især af byens idrætsforening Spentrup IF og af byens badmintonklub, SBK.
3 km nordvest for byen ligger den fredede Hvidsten Kro, der var hjemsted for den berømte Hvidstengruppe under 2. verdenskrig.
Der er derudover:
Idrætsforening
Børnehave
Privat børnehave
Vuggestue
Dagplejere
SuperBrugsen
Netto
Solcenter
Bilvask
Flere frisører
Lægehus
Tandlæge
Massør
Fysioterapeut
Pizzeria
Takeaway
Garnbutik
Genbrugsbutikker

## Historie

### Rytterskolen
En af Frederik 4.'s rytterskoler blev opført i Spentrup i 1722. I 1890 blev den suppleret af en pogeskole for de mindste børn. En staldbygning, der var opført i 1918, blev i 1959 indrettet til et par klasselokaler, og i 1964 blev lærerboligen også inddraget til klasseværelser. Rytterskolen blev afløst af den nyopførte Blicherskole 1. august 1969 og kom altså til at fungere som skole i 248 år, hvilket er længere end nogen anden rytterskole. Kongens sandstenstavle med begrundelsen for at oprette skolerne sidder stadig på facaden og har aldrig været flyttet derfra, hvilket også er ret enestående. Skolen findes på Stationsvej 42 og er nu privat bolig.

### Steen Steensen Blicher
Forfatteren Steen Steensen Blicher var præst i Spentrup 1825-1847
og er begravet på byens kirkegård. Han boede i præstegården, der var opført i 1794-95 og blev fredet i 1918. Malvinas Hus, der oprindeligt var forpagterbolig til præstegården, er opkaldt efter Blichers yngste datter, som boede der. Huset er indrettet som mindestue for Blicher. Kirken, præstegården og Malvinas Hus udgør sammen med rytterskolen et fint historisk miljø ved gadekæret.

### Stationsbyen
Spentrup fik station på Randers-Hadsund Jernbane (1883-1969). Stationen blev anlagt på bar mark midt mellem Spentrup og den ældre nabolandsby Jennum, 3/4 km fra hver. Landsbyen Spentrup voksede sammen med den bebyggelse, der opstod omkring stationen, men Jennum er stadig en landsby med ca. 80 indbyggere, og den skal ifølge kommuneplanen ikke vokse sammen med Spentrup.
I 1901 beskrives Spentrup således: "Spentrup med Kirke, Præstegd., Skole, Sparekasse (opr. 1871...), Kro, Jærnbane- og Telegrafst.;" Målebordsbladet fra 1800-tallet viser desuden et jordemoderhus, som stadig findes, men nu er privat bolig og målebordsbladet fra 1900-tallet viser et missionshus, som stadig findes og nu er genbrugsbutik.
Stationen havde omløbs-/læssespor med siderampe. Stationsbygningen er bevaret på Bane Alle 2 B. Herfra er banens tracé bevaret som sti på 7½ km til Dronningborg Idrætscenter. Nordøst for Spentrup i retning af Hald er 2½ km tracé bevaret til Spentrupvej, dog lidt mindre fremkommeligt.

### Kommunen
Spentrup Sogn, der hørte til Nørhald Herred, indgik ved kommunalreformen i 1970 i Purhus Kommune. Spentrup blev fra midten af 1960'erne og især i løbet af 1970'erne stærkt udbygget med parcelhuskvarterer. Den overhalede hurtigt kommunesædet Fårup som kommunens største by og blev en af de største satellitbyer til Randers. Purhus Kommune blev ved kommunalreformen i 2007 en del af Randers Kommune.